# Nanebot
Nanebot is een bestuurslaag in het regentschap Belu van de provincie Oost-Nusa Tenggara, Indonesië. Nanebot telt 340 inwoners (volkstelling 2010).